# (32295) Ravichandran
2000 QD10 (asteroide 32295) é um asteroide da cintura principal. Possui uma excentricidade de 0.14495400 e uma inclinação de 7.99424º.
Este asteroide foi descoberto no dia 24 de agosto de 2000 por LINEAR em Socorro.